# Natalia Gavrilița
Natalia Gavrilița (ur. 21 września 1977 w Mălăiești) – mołdawska polityk i urzędniczka państwowa, deputowana, w 2019 minister finansów, w latach 2021–2023 premier Mołdawii.

## Życiorys
Ukończyła prawo na Państwowym Uniwersytecie Mołdawskim. W 2005 uzyskała magisterium z polityki publicznej w John F. Kennedy School of Government. Pod koniec studiów w USA pracowała w Banku Światowym, po powrocie do Mołdawii została dyrektorem wydziału polityki makroekonomicznej i programów rozwojowych w ministerstwie gospodarki i handlu. W 2008 stanęła na czele departamentu do spraw koordynacji polityki zagranicznej i pomocowej, jednak w 2009 odeszła z administracji państwowej. Wyjechała do Wielkiej Brytanii, gdzie pracowała w międzynarodowej firmie konsultingowej Oxford Policy Management. W latach 2013–2015 była kolejno doradczynią i sekretarzem stanu w mołdawskim resorcie edukacji (kierowanym przez Maię Sandu). Później pełniła funkcję dyrektora wykonawczego Global Innovation Fund, londyńskiego funduszu inwestycyjnego promującego projekty rozwojowe w Afryce i Azji.
Od czerwca do listopada 2019 sprawowała urząd ministra finansów w rządzie, którym kierowała Maia Sandu. Została również wiceprzewodniczącą założonej przez swoją przełożoną Partii Akcji i Solidarności. W styczniu 2021 nowo zaprzysiężona prezydent Maia Sandu, dążąc do rozwiązania parlamentu, zaproponowała jej kandydaturę na urząd premiera. W lutym tegoż roku parlament nie udzielił jednak wotum zaufania.
W przedterminowych wyborach z lipca 2021 Natalia Gavrilița uzyskała mandat posłanki do Parlamentu Republiki Mołdawii. W tym samym miesiącu została desygnowana na stanowisko premiera. 3 sierpnia 2021 przedstawiła skład swojego rządu, który 6 sierpnia został powołany przez prezydent Maię Sandu i tego samego dnia uzyskał w parlamencie wotum zaufania. 10 lutego 2023 podała się do dymisji. W opinii analityka Ośrodka Studiów Wschodnich Kamila Całusa do jej rezygnacji przyczyniły się niepowodzenia rządu w trakcie wdrażania reform, a w konsekwencji spadające notowania prezydenckiej partii PAS i wzrost notowań ugrupowań prorosyjskich. Zakończyła urzędowanie 16 lutego 2023, gdy zaprzysiężono rząd Dorina Receana.